# Ella Bergmann-Michel
Ella Bergmann-Michel (* 20. Oktober 1895 in Paderborn; † 8. August 1971 in Vockenhausen bei Frankfurt am Main) war eine deutsche Malerin, Fotografin und Dokumentarfilmerin. Mit ihren Bild-Collagen gilt sie als Pionierin der klassischen Moderne, die besonders vom Dadaismus, Surrealismus und vom Bauhaus geprägt wurde.

## Leben
Ella wurde als Tochter von Martha Bergmann und des Drogisten Wilhelm Bergmann 1895 in Paderborn geboren.
Sie begann 1914 ein Studium an der von reformerischen Ansätzen des Henry van de Velde geprägten Großherzoglichen Sächsischen Hochschule für Bildende Künste in Weimar. Sie besuchte dort die Zeichenklasse von Walther Klemm und lernte Robert Michel kennen, den sie 1919 heiratete. Nach Auseinandersetzungen mit Teilen des Lehrkörpers verließ sie gemeinsam mit Robert Michel die Hochschule. Wie Robert Michel arbeitete sie als freischaffende Künstlerin in ihrem eigenen Atelier in Weimar. Ella Bergmann-Michel war für das Sommersemester 1919 im Bauhaus eingeschrieben.
Am 14. August 1920 bekam Ella ihr erstes Kind Hans, am 24. Januar kam ihre Tochter Ella (Putzi) zur Welt.
Ella Bergmann-Michel lebte ab 1920 zusammen mit ihrem Mann und später mit ihren zwei Kindern auf der „Schmelzmühle“ in Vockenhausen im Taunus, die sich zu einem wichtigen Treffpunkt von Künstlern wie Willi Baumeister, László Moholy-Nagy, Jan Tschichold und Kurt Schwitters entwickelte, mit dem die Michels eine lebenslange Freundschaft verband sowie später mit Joris Ivens, Asja Lacis und Dziga Vertov.

### Neues Frankfurt
In ihren fotografischen Arbeiten untersuchte sie das Verhältnis zwischen öffentlichem und privatem Raum, die Sozialverhältnisse sowie die Arbeits- und Wohnsituation in Frankfurt am Main. Ihr Stil lässt sich dem Neuen Sehen zuordnen. Sie war 1931 an der Gründung der Gruppe „Das Neue Frankfurt“ im Rahmen des Projekts Neues Frankfurt beteiligt und gründete auch die Liga für unabhängigen Film, die Avantgardefilme internationaler Filmemacher präsentierte. Durch ihre Freundschaft mit der Fotografin Ilse Bing lernte sie den niederländischen Architekten Mart Stam kennen, mit dem sie einen Film über ein von ihm und Ferdinand Kramer erbautes Altersheim in Frankfurt plante. Zwischen 1931 und 1933 drehte Bergmann-Michel fünf Dokumentarfilme, die unter anderem zusammen mit dokumentarischen Stummfilmen von Joris Ivens, Flaherty, László Moholy-Nagy, Basse und Clair gezeigt wurden. Bei diesen Filmen war sie in Personalunion für Buch, Regie, Produktion, Kamera und Schnitt verantwortlich.
Bei der Arbeit zu ihrem Film „Wahlkampf 1932“ über die Wahlpropaganda der Nationalsozialisten anlässlich der Reichstagswahl November 1932 wurde Bergmann-Michel kurzfristig verhaftet. Ihre filmischen Versuche hat sie nach der Machtübergabe an die Nationalsozialisten nicht fortgeführt. Sie arbeitete dann als Werbegraphikerin, u. a. für die Reemtsma Cigarettenfabriken und für den Starklichtlampenhersteller Continental Licht. Von 1937 bis 1939 folgten durch die Vermittlung Paul Seligmanns nach London mehrere zweimonatige Atelieraufenthalte, wo sie für britische Firmen Werbegraphiken schuf und in gegenständlichen Zeichnungen das politische Geschehen in der Heimat kommentierte. Bei Kriegsbeginn 1939 kehrte sie von ihrem letzten Atelieraufenthalt in London nach Deutschland zurück.

### Nach 1945
Nach dem Krieg widmete sie sich ausschließlich der Weiterentwicklung ihres Werkes in Malerei und Graphik. Ihr Sohn, Hans Michel (1920–1996) wurde ein bedeutender Grafiker und Grafikdesigner. 1954 erfolgte die künstlerische Wiederentdeckung von Ella Bergmann-Michel und ihrem Ehemann Robert Michel durch einen Artikel von Herta Wescher in der französischen Zeitschrift „Art d'aujoud'hui“.
Ella Bergmann-Michel starb am 8. August 1971.

## Werk
- Wo wohnen alte Leute. (16-mm-Film. Deutschland 1931) im Auftrag des Architekten Mart Stam
- Erwerbslose kochen für Erwerbslose. (16-mm-Film. Deutschland 1932)
- Fliegende Händler in Frankfurt am Main. (16-mm-Film. Deutschland 1932)
- Fischfang in der Rhön. (16-mm-Film. Deutschland 1932)
- Letzte Wahl. (Wahlkampf 1932) (16-mm-Film. Deutschland 1932/33)

## Nachlass
- Bestandsverzeichnis. Archiv Robert Michel, Ella Bergmann-Michel. Sprengel Museum, Hannover. 1991 ff.
- Grafische Sammlung, Museum Wiesbaden

## Sammlungen, Museen
- Deutschland: Städtische Galerie am Abdinghof, Paderborn
- Deutschland: Sprengel Museum, Hannover
- Deutschland: Museum Folkwang, Essen
- Deutschland: Museum Wiesbaden, Hessisches Landesmuseum für Kunst und Natur, Wiesbaden
- Deutschland: Städtisches Museum Abteiberg, Mönchengladbach
- Frankreich: Musée d’Arts de Nantes
- Niederlande: Stedelijk Museum, Amsterdam
- Portugal: Berardo Museum - Collection of Modern and Contemporary Art, Lissabon
- UK: Hatton Gallery, Newcastle
- USA: Helen Foresman Spencer Museum of Art, Lawrence, KS
- USA: Art Institute Chicago, IL
- USA: MoMA, New York
- USA: Yale University Art Gallery, New Haven

## Ausstellungen
- Pioniere der Bildcollage. Ella Bergmann-Michel und Robert Michel. Werke von 1917 bis 1962, Schloß Morsbroich, Leverkusen, 1963.
- Robert and Ella Bergmann-Michel. 50 Year Retrospective 1917–1967, Gallery Waddell, New York, 1968.
- Ella Bergmann-Michel + Robert Michel. Collagen, Kunstverein Paderborn, Paderborn, 1970.
- Robert and Ella Bergmann Michel. Collage Paintings 1917–1967 by two Masters of the Bauhaus, Gallery Waddell, New York, 1971.
- Ella Bergmann / Robert Michel. Dokumentation aus der Geschichte der Collage von 1917–1970, Galerie Loehr (im Haus des Deutschen Werkbundes), Düsseldorf, 1971.
- Ella Bergmann-Michel, Robert Michel. Retrospective 1917–1966, Annely Juda Fine Art, London, 1972.
- Robert Michel/Ella Bergmann-Michel. Retrospektive, Kunsthalle Hamburg, Hamburg, 1974.
- Ella Bergmann-Michel/Robert Michel. Collagen, Zeichnungen 1917–1966, Galerie Bargera, Köln, 1974.
- Ella Bergmann-Michel und Robert Michel. Collagen und Tuschzeichnungen, Galerie Loehr, Frankfurt, 1977.
- Sammlung Bergmann-Michel. Collagen, Holzschnitte, Radierungen, Federzeichnungen, Eröffnung der ständigen Ausstellung Bergmann-Michel, Städtische Galerie Paderborn, Paderborn, 1978.
- Robert Michel/Ella Bergmann-Michel, Kulturkreis Eppstein, Eppstein, 1980.
- Ella Bergmann-Michel. 20 Arbeiten 1918–1928, Galerie Skulima, Berlin, 1983.
- Robert Michel, Ella Bergmann-Michel, Kunstmesse Köln (dort: Stand Annely Juda Fine Art, London), Köln, 1983.
- Ella Bergmann. Drawings and Collages (1917–1965), Galerie Zabriskie, Paris, Zabriskie Gallery, New York, 1984.
- Ella Bergmann-Michel. Collages and Drawings 1917–1931, Annely Juda Fine Art, London, 1984.
- Robert Michel/Ella Bergmann-Michel, Galerie Mühlenbusch, Düsseldorf, 1986–1987.
- Ella Bergmann-Michel. Aquarelle, Tuschezeichnungen und Collagen von 1918–1968, Kunstraum Falkenstein, Hamburg, 1987.
- Ella Bergmann-Michel Robert Michel, R. Esman Gallery, New York, 1989.
- From Picasso to Abstraction, Annely Juda Fine Art, London, 1989.
- Ella Bergmann-Michel 1895–1971, Sprengel Museum, Hannover, 1990.
- Robert Michel und Ella Bergmann-Michel, Museum Wiesbaden, 1999.
- Ella Bergmann-Michel und Robert – Ein Künstlerpaar der Moderne, Sprengelmuseum Hannover, 2018.
- Ella Bergmann-Michel et Robert Michel, Galerie Zlotowski, Art Basel, 2018.
- Ella Bergmann-Michel et Robert Michel - Le Progrès à bras-le-corps, Galerie Eric Mouchet und Galerie Zlotowski, Paris, 2018.
- Gemeinschaftsausstellung Anfang 2016 Einfühlung und Abstraktion. Die Moderne der Frauen in Deutschland in der Kunsthalle Bielefeld.[4]
- Gemeinschaftsausstellung REVONNAH. Kunst der Avantgarde in HANNOVER, Sprengel Museum, Hannover, 2017–2018
- Gemeinschaftsausstellung The Assembled Human - Der montierte Mensch, Museum Folkwang, Essen, 2018–2020